# Кастел Фокоњано
Кастел Фокоњано (итал. Castel Focognano) је насеље у Италији у округу Арецо, региону Тоскана.
Према процени из 2011. у насељу је живело 129 становника. Насеље се налази на надморској висини од 449 м.

## Становништво
| 1936. | 1951. | 1961. | 1971. | 1981. | 1991. | 2001. | 2011. |
| ----- | ----- | ----- | ----- | ----- | ----- | ----- | ----- |
| 5.003 | 4.718 | 3.783 | 3.412 | 3.259 | 3.343 | 3.331 | 3.239 |